# Ozuna
Pour les articles homonymes, voir Ozuna (homonymie).
 (juillet 2020).
Si vous disposez d'ouvrages ou d'articles de référence ou si vous connaissez des sites web de qualité traitant du thème abordé ici, merci de compléter l'article en donnant les références utiles à sa vérifiabilité et en les liant à la section « Notes et références ».
Juan Carlos Ozuna Rosado, dit Ozuna, né le 13 mars 1992 à San Juan, est un chanteur de trap latino et de reggaeton et producteur portoricain. 
Il a collaboré avec des pointures de la musique latine, comme Daddy Yankee avec La Rompe Corazones, ou encore Romeo Santos avec Sobredosis et El Farsante. Son album Nibiru est sorti en 2019.

## Biographie

### Jeunesse
Juan Carlos Ozuna Rosado est né le 13 mars 1992 à San Juan, à Porto Rico, d'un père dominicain et d'une mère portoricaine. Il a grandi très pauvre et a été principalement élevé par sa grand-mère paternelle. Son père était danseur pendant trois ans du chanteur Vico C, ce dernier fut abattu quand Ozuna n'avait que trois ans, et sa mère n'était pas financièrement assez stable pour l'élever. Ozuna a commencé à écrire des chansons à l'âge de 13 ans. Il s'appelait à l'époque J'Oz.

### Carrière
Début 2016, Ozuna s'est fait connaître pour son apparition dans le single La Ocasión, une collaboration avec DJ Luian, Mambo Kingz, De La Ghetto, Arcángel et Anuel AA. Le single atteint le numéro 22 du palmarès Billboard Hot Latin Songs. En mars, Ozuna a sorti un remix de sa chanson No Quiere Enamorarse, avec Daddy Yankee. En septembre, il sort son single le plus populaire de l'époque, Dile Que Tu Me Quieres, qui lui vaut à la fin de l'année une place au 13e rang du palmarès Billboard Latin. Ozuna a également eu deux autres chansons qui ont fait partie du classement, Si Tu Marido No Te Quiere (Remix) et En La Intimidad.
En juin 2017, le président de VP Entertainment/DimeloVi, Vicente Saavedra, a signé un accord avec Sony Music Latin. L'accord comprenait la distribution de tous les artistes représentés par les agences Saavedra, à commencer par le premier album studio d'Ozuna, Odisea. Il est sorti le 11 août. La tournée Odisea a commencé le 26 mai 2017 à Atlanta et comprenait plus de 25 villes, dont Chicago, Miami, Houston et Los Angeles. Finalement, il a été renommé le Tour du monde Odisea, avec Ozuna visitant les villes européennes et l'Amérique latine.
Le single Te Vas a atteint plus de 879 millions de vues sur YouTube, ce qui en fait la chanson la plus jouée d'Ozuna sur le site. Atteindre le succès sur le marché latin a fait que de nombreuses figures importantes du genre considèrent Ozuna comme l'un des meilleurs artistes et le plus réussi de la nouvelle génération d'artistes reggaeton.
En 2017, Ozuna a sorti de nombreux singles, dont Dile Que Tu Me Quieres (Remix) (avec Yandel), Después de las 12 et, en avril de la même année, Tu Foto, qui a atteint la 10e place du Latin Billboard list, et a atteint plus de 780 millions de vues sur YouTube. Il a également publié plusieurs collaborations, dont La Rompe Corazones (avec Daddy Yankee), Escápate Conmigo (avec Wisin), Ahora Dice (avec J Balvin, Arcángel et Chris Jeday) entre autres. Se Preparó est sorti le 10 août 2017.
Odisea a passé plus de 30 semaines au numéro un sur le Billboard Top Latin Albums, surpassant le record de 29 semaines détenu par Luis Miguel avec Segundo Romance. En 2018, il a collaboré avec DJ Snake, Cardi B et Selena Gomez sur le titre Taki Taki.
Depuis le début de sa carrière, il a vendu environ 15 millions de disques, faisant de lui l'un des artistes musicaux latino-américains les plus vendus de tous les temps. Le 1er février 2019, Ozuna avait le plus d'un milliard de vidéos vues sur YouTube de tous les artistes et il a remporté deux Latin Grammy Awards, cinq Billboard Music Awards, douze Billboard Latin Music Awards, quatre Guinness World Records, parmi autres distinctions.

### Vie privée
Ozuna s'est décrit comme un « boricua de sang dominicain typique » et a exprimé le souhait de se retirer en République dominicaine à la fin de sa carrière musicale. Il est marié à Taina Meléndez, avec qui il a deux enfants : Sofía Ozuna (2014) et Juan Andrés Ozuna (2016).

## Polémiques
Le 5 janvier 2017, il a été arrêté par des agents de l'immigration avec son équipe de travail à l'aéroport international El Dorado de Bogota, en Colombie. L'incident s'est produit après que son producteur et lui eurent agi avec violence devant les agents, ce qui a provoqué la reprogrammation d'un concert à Manizales. 
Le 30 juillet 2017, lors d'un concert au United Palace de New York, il frappe un agent de sécurité avec son microphone pour être monté sur scène. Il a reçu des critiques pour ce qui s'est passé et a exprimé ses regrets sur Facebook. 
En août 2017, il était proche de l'assassin du trafiquant de drogue Carlos Rosa Báez, connu sous le nom Tonka Cantera, San Juan. Il a déclaré avoir entendu les coups de feu, avoir fui les lieux et laissé son camion Range Rover, et que la victime était son ami. Il était lié à l'enquête judiciaire lorsque la police a retrouvé son camion près de l'endroit.

## Discographie

### Albums
- Éxitos Trap (2016)
- Todos Los Éxitos (2016)
- Odisea (2017)
- Aura (2018)
- Nibiru (2019)
- Enoc (2021)
- Los dioses (avec Anuel AA) (2021)
- Ozutochi (2022)
- Cosmo (2023)
- Afro (2023)
- Ozu Vivo (2023)

### Singles et collaborations
- No quiere enamorarse (2015)
- Dile que tú me quieres (2016)
- Criminal (feat. Natti Natasha) (2017)
- La modelo (feat. Cardi B) (2017)
- El farsante (feat. Romeo Santos) (2017)
- Qué va (feat. Alex Sensation) (2017)
- Síguelo bailando (2017)
- Rockstar Latin Remix (avec Post Malone, Nicky Jam) (2017)
- Se preparó (2017)
- Ahora dice (Real Hasta La Muerte) (feat. Chris Jeday, J Balvin, Arcángel, Anuel AA, Cardi B et Offset) (2018)
- Bipolar (feat. Brytiago et Chris Jeday) (2018)
- Me niego (feat. Reik, Wisin) (2018)
- Única (2018)
- Te boté (Remix) (feat. Casper, Nio García, Darell, Nicky Jam, Bad Bunny) (2018)
- Vaina loca (feat. Manuel Turizo) (2018)
- Balenciaga (feat. Ele A El Dominio) (2018)
- X (Remix) (feat. Nicky Jam, J Balvin, Maluma) (2018)
- Taki taki (DJ Snake, Selena Gomez et Cardi B) (2018)
- Quiero Mas, (feat. Wisin & Yandel)
- Coméntale, (feat. Akon) (2018)
- Imposible, (feat. Luis Fonsi) (2018)
- Baila Baila Baila (2019)
- Esclavo De Tus Besos (feat. Manuel Turizo) (2019)
- Fut (2019)
- Vacía Sin Mí, (feat. Darell) (2019)
- Te robaré, (feat. Nicky Jam) (2019)
- Baila Baila Baila (Remix) (avec Daddy Yankee, J Balvin, Farruko, Anuel AA) (2019)
- Amor Guenino (2019)
- Te Soñé De Nuevo (2019)
- Cambio (avec Anuel AA) (2019)
- China (avec Anuel AA, Karol G, Daddy Yankee, J Balvin) (2019)
- Yo x Ti, Tu x Mi (avec Rosalía) (2019)
- Adicto (avec Tainy, Anuel AA) (2019)
- Muito Calor (avec Anitta) (2019)
- Si Te Vas (avec Sech) (2019)
- Nadie (Remix), (de Farruko, Ozuna, Lunay, avec Sech, Sharo Towers) (2019)
- Hasta que salga el sol (2019)
- Danzau (2019)
- Aventura, (de Lunay, avec Anuel AA) (2020)
- 100 Preguntas (2020)
- Temporal (avec Willy) (2020)
- La Cama (Remix) (avec Lunay, Myke Towers, Chencho Corleone, Rauw Alejandro) (2020)
- Mamacita (avec Black Eyed Peas, J. Rey Soul) (2020)
- Fuego Del Calor (avec Scott Storch, Tyga) (2020)
- Caramelo (2020)
- Mi Niña (2020)
- A Correr Los Lakers (Remix) (avec El Alfa El Jefe, Nicky Jam, Arcangel, Secreto El Famoso Biberon) (2020)
- Quizás (avec Brytiago, Lunay) (2020)
- Más De Ti (avec Gotay El Autentiko, Wisin) (2020)
- Gistro Amarillo (avec Wisin) (2020)
- Caramelo Remix (avec Karol G, Myke Towers) (2020)
- Enemigos Ocultos (avec Wisin, Myke Towers, Arcangel, Cosculluela, Juanka) (2020)
- Despeinada (avec Camilo) (2020)
- No Se Da Cuenta (avec Daddy Yankee) (2020)
- Un Get. (2020)
- Hey Shorty (avec Chris Andrew) (2020)
- Del Mar (Avec Doja Cat, Sia) (2020)
- No Drama (avec Becky G) (2020)
- No Me Acostumbro (avec Reik, Ozuna, Miky Woodz, Los Legendarios) (2020)
- Una Locura (avec J Balvin, Chencho Corleone) (2020)
- Mala (2020)
- A escondidas (2020)
- Aquí (avec Soolking, AriBeatz) (2021)
- Travesuras Remix, (Avec. Nio García, Casper Magico, Myke Towers, Wisin & Yandel) (2021)
- Whoopty Latin Mix, (Avec. CJ real, Anuel AA) (2021)
- Envidioso, (Avec. Ovi) (2021)
- Tiempo (2021)
- Millonario (Remix) (Avec. Messiah, Nicky Jam) (2021)
- Este Loko (2021)
- Santo avec Christina Aguilera (2022)
- Arhabo avec Gims (2022)
- Mañana (2022)
- Monotonía avec Shakira (2022) (Bachata)
- Hey Mor avec Feid (2022)
- Isla Desierta (2023)
- Bad Boy, avec Chris Jedi, Gaby Music, Dei V, Anuel AA (2024)
- Guay avec Bad Gyal (2024)
- Mas Que Tu , avec Kapo (2025)

- Sirenita (2025)